# Franz Breest
Franz Breest (* 16. Dezember 1871 in Triepkendorf in Mecklenburg; † 12. Oktober 1931 in Hamburg) war ein deutscher Maler, Grafiker, Lehrer und Mitglied der Hamburgischen Sezession.

## Leben

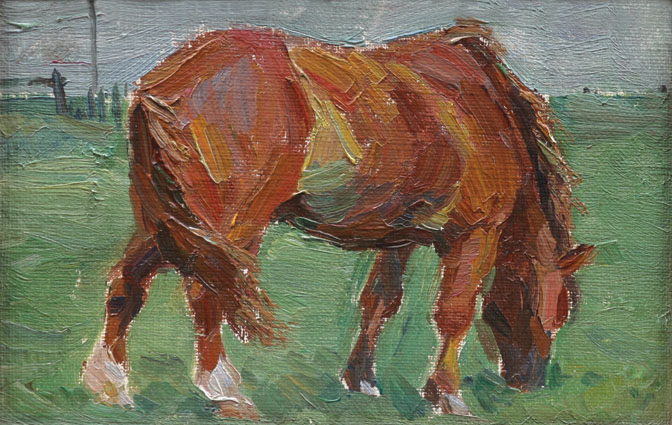
Franz Breest Pferd in Nordseenähe

Franz Breest wurde in eine Lehrerfamilie geboren und ließ sich auch selbst zum Zeichenlehrer und Volksschullehrer ausbilden.
1904–1906 unterrichtete er den bekannten Künstler Heinrich Stegemann an der Altonaer Kunstgewerbeschule. Ab 1911 gab er Zeichenunterricht an der Hamburger Oberrealschule Uhlenhorst. An den Wänden dieser Schule malte er großformatige Bilder, die heute nicht mehr erhalten sind. Parallel dazu war Franz Breest als freier Künstler tätig und nahm Aktzeichen-Stunden bei Arthur Siebelist. Weil Franz Breest immer wieder große Teile seines Werks zerstörte und 1943 bei der Bombardierung Hamburgs weitere Teile seines Werkes verloren gingen sind heute nur noch wenige Ölgemälde und ein kleiner Teil seiner Papierarbeiten überliefert und bekannt.
Im Frühwerk malte er impressionistisch beeinflusste Gemälde mit pastosem Farbauftrag. Es entstehen stimmungsvolle Eindrücke vom Landleben rund um Hamburg.

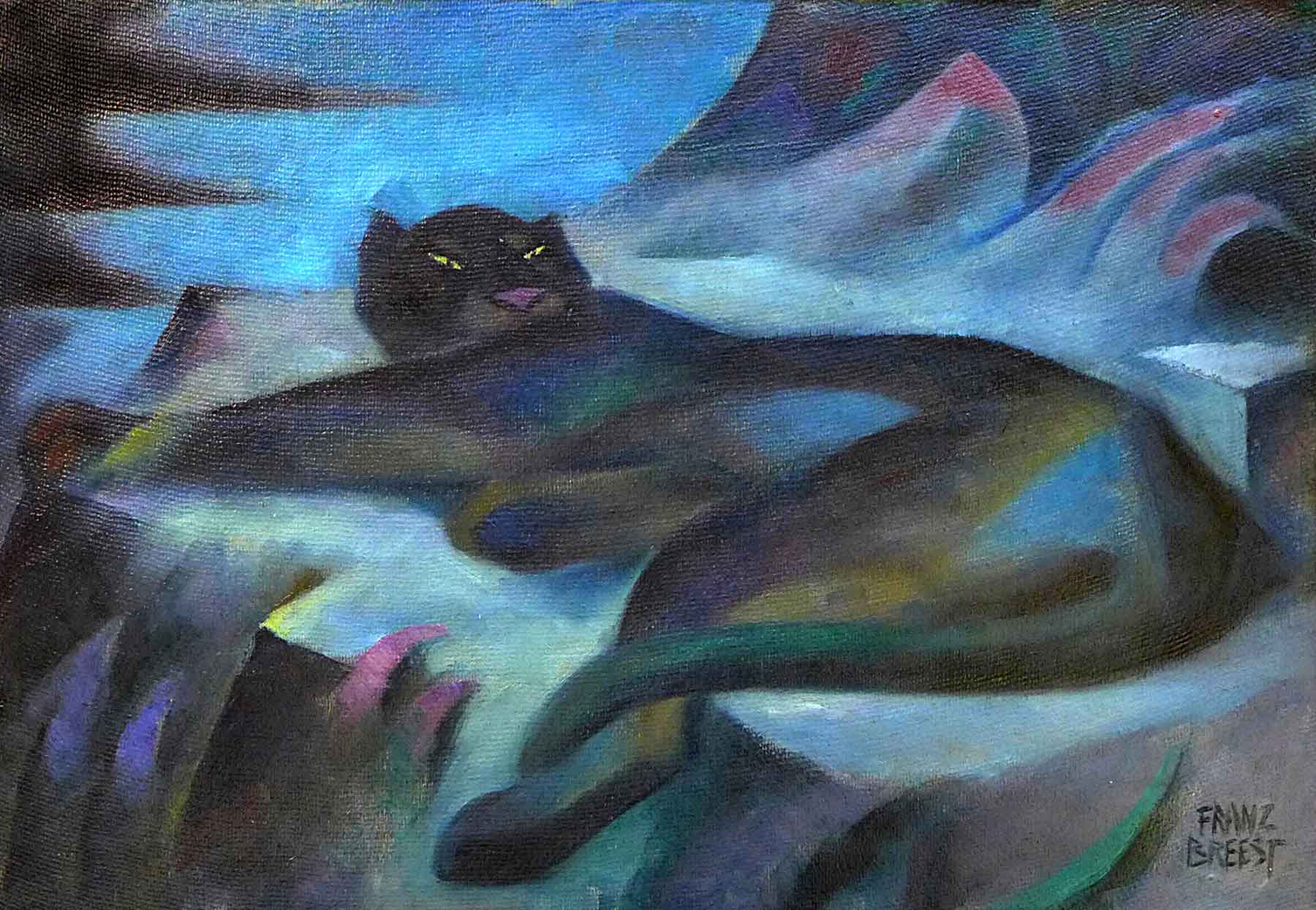
Franz Breest, Panther, ohne Datum, Oel auf Leinwand, Sammlung Wendt-Bendig, Hammoor

Franz Breest war oft und gerne im Hagenbecks Tierpark, wo er das Motiv fand, das später sein Œuvre dominierte: Wildkatzen und andere exotische Tiere des Zoos. Breest ist vor allem als Tiermaler in die Hamburgische Kunstgeschichte eingegangen, obwohl er auch andere Themen behandelte. Zum Beispiel in und nach seiner Soldatenzeit, Männer beim Essen, Spielen und in anderen Alltagssituationen.
Zeitweilig lieferte er Karikaturen an die Liller Kriegszeitung.
Nach dem Ersten Weltkrieg trat Breest den führenden Hamburger Künstlervereinigungen bei unter anderem 1919 der Hamburgischen Sezession (Franz Breest war Mitglied bis zu seinem Tod 1931), 1920 der Hamburgischen Künstlerschaft und 1921 dem Deutschen Künstlerbund.
Thematisch kehrte er wieder zu den exotischen Tieren zurück. Seine meisterhaften Tuschzeichnungen brachten ihm Anerkennung in der Hamburger Kunstszene ein. Er versuchte den Charakter und den Ausdruck der Tiere zu porträtieren und niemals die Tiere zu vermenschlichen.
In der Ölmalerei orientierte sich Franz Breest stark an Franz Marc. Seine Ölgemälde verloren aber bei der Übertragung von Papier auf Leinwand ihre Spontanität und gerade diese macht den Reiz der Papierarbeiten aus.
Franz Breest wohnte mit seiner Frau in der Sierichstraße 168 in Hamburg. Seine Frau verstarb 1945.
Werke von Franz Breest befinden sich in der Hamburger Kunsthalle, dem Los Angeles County Museum of Art und bedeutenden Privatsammlungen. Ein Teil seines Nachlasses wird in der Staats- und Universitätsbibliothek Hamburg aufbewahrt.